# Alfred-Louis Martin
Pour les articles homonymes, voir Louis Martin, Alfred Martin et Martin.
Louis Martin, dit Alfred-Louis Martin ou Louis Alfred Martin ou encore Alfred Martin, né à Mauriac (Cantal) le 15 juillet 1839 et mort à Genève le 22 avril 1903, est un peintre et graveur français.

## Biographie

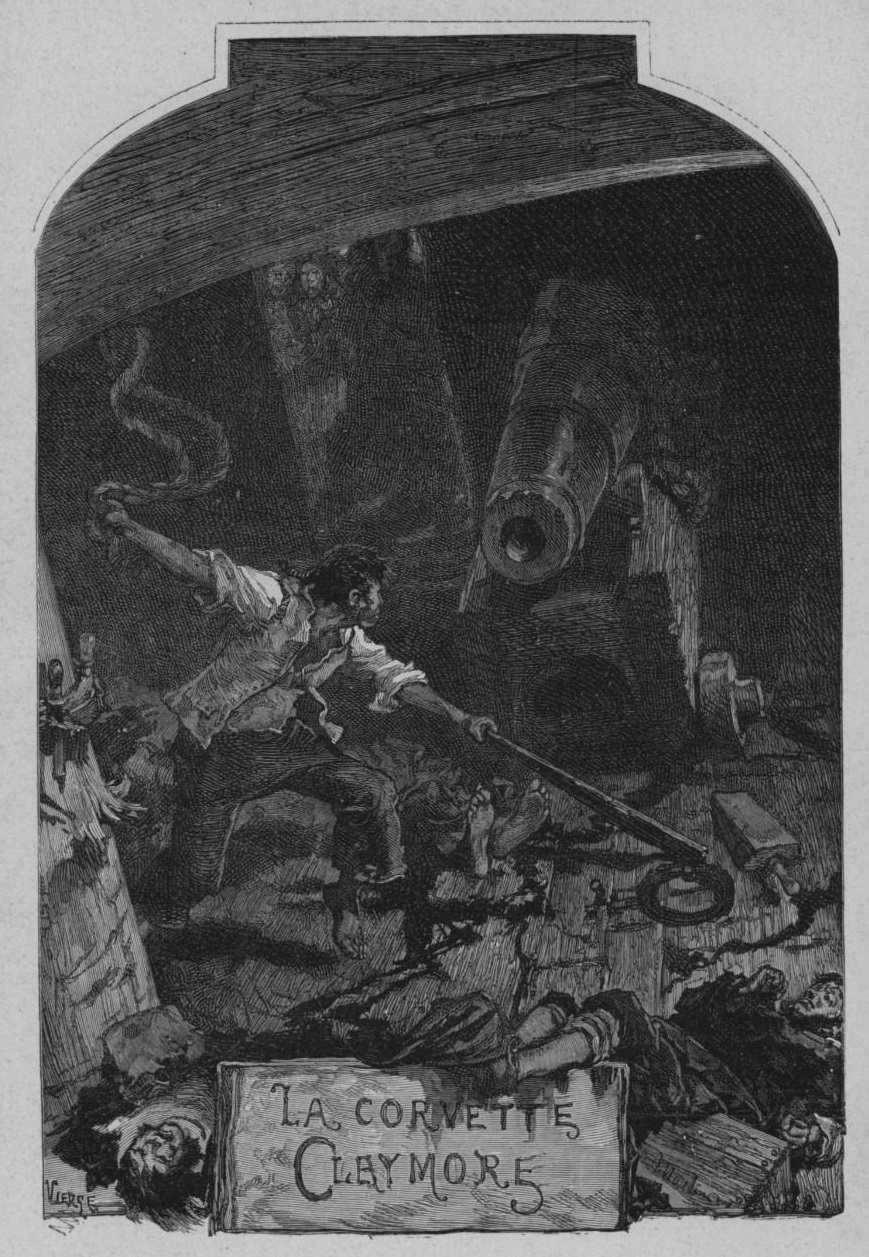
Dessin de Daniel Vierge gravé par Alfred-Louis Martin pour une édition de Quatre-Vingt-Treize de Victor Hugo.

Louis Martin est le fils de Pierre Martin, professeur, et d’Élise Leygonie. Simplement prénommé Louis à la naissance, il prend ensuite Alfred comme prénom d'artiste. On trouve assez couramment la forme Alfred-Louis Martin, voire parfois Louis Alfred Martin.
Formé à la gravure sur bois par Jules Fagnion, Alfred-Louis Martin, d’abord graveur au service de William Frederick Measom, devient ensuite son propre patron. Il est le principal artisan du Monde illustré de 1877 à 1885. Comme graveur d'interprétation, il participe aussi à des entreprises éditoriales comme l’Histoire de France de Jules Michelet, Quatrevingt-treize de Victor Hugo (d'après les dessins de Daniel Vierge) ou Les Travailleurs de la mer (d’après les dessins de François Chifflart) pour une partie des gravures. Il grave les dessins de Daniel Vierge pour le Monde illustré.
En 1885, Alfred-Louis Martin est appelé à Genève pour diriger une classe de gravure sur bois à l’École cantonale des Arts industriels où l’on venait de créer un atelier. La technique de la gravure sur bois étant supplantée par de nouvelles techniques d'impression industrielle, cette classe est supprimée après une dizaine d’années. Il prend alors la direction d’une classe de dessin. Parmi ses élèves : Édouard Vallet, Jules Fontanez, Henry-Claudius Forestier, Pierre-Eugène Vibert, Alexandre Mairet, Charles Émile Egli dit « Carlègle », Armand Cacheux, qui lui succède comme professeur, et François-Louis Schmied.
En parallèle de sa carrière professionnelle de graveur et de professeur, Alfred-Louis Martin est aussi peintre. Ses premières œuvres datent des années 1865. Une exposition rétrospective lui est consacrée en février 1904 à Genève, retraçant presque complètement son travail : 
Malade, il donne sa démission en 1902 et meurt le 22 avril 1903 à Genève.
De son mariage avec Virginie Van Maele (Bruges, 7 janvier 1841 - Vineuil-Saint-Firmin, 15 avril 1927), il a eu deux enfants dont Maurice François Alfred Martin, né à Boulogne-sur-Seine le 12 octobre 1863, illustrateur connu sous le nom de Martin Van Maele.